# Twin Bridges (Missouri)
Twin Bridges is een plaats (village) in de Amerikaanse staat Missouri, en valt bestuurlijk gezien onder Laclede County.

## Demografie
Bij de volkstelling in 2000 werd het aantal inwoners vastgesteld op 42.

## Geografie
Volgens het United States Census Bureau beslaat de plaats een oppervlakte van
22,2 km², waarvan 22,1 km² land en 0,1 km² water.

## Plaatsen in de nabije omgeving
De onderstaande figuur toont nabijgelegen plaatsen in een straal van 32 km rond Twin Bridges.